# 威爾頓森特 (伊利諾伊州)
威爾頓森特（英語：Wilton Center）是位於美國伊利諾伊州威爾縣的一個非建制地區。該地的面積和人口皆未知。

## 地理
威爾頓森特的座標為41°21′05″N 87°57′35″W / 41.35139°N 87.95972°W，而該地的平均海拔高度為202米（即663英尺）。